# Larymna cirrosa
Larymna cirrosa är en ringmaskart som beskrevs av Johan Gustaf Hjalmar Kinberg 1865. Larymna cirrosa ingår i släktet Larymna och familjen Oenonidae. Inga underarter finns listade i Catalogue of Life.